# Eumannia oranaria
Eumannia oranaria är en fjärilsart som beskrevs av Otto Staudinger 1892. Eumannia oranaria ingår i släktet Eumannia och familjen mätare. Inga underarter finns listade i Catalogue of Life.